# Narcís Serrallach Mauri
Narcís Serrallach Mauri (Barcelona, 1875 - Idem., 1951), fou un metge català, especialista d'urologia. Era pare del famós químic Josep Antoni Serrallach i Julià.
Després d'estudiar i graduar-se en la facultat de medicina en la seva ciutat natal, Serrallach passà a París, on amplià aquells estudis en l'Hospital Necker, amb el famós professor Félix Guyon, en la especialitat urológica. Es va dedicar al seu retorn a la clínica ia treballs de laboratori en aquest ram de la cirurgia. Va estudiar la secreció interna prostàtica i les seves funcions exitants sobre la congestió testicular i l'excreció espermàtica. Així mateix va definir el paper fisiològic de les vesícules seminals, equiparant-les, no a necròsiques, sinó a glàndules ejaculadores. També va analitzar els efectes inhibidors vesicals i d'origen sexual relacionats amb la secreció interna testicular.
Se li deuen importants contribucions al tractament de la sífilis pel paludisme. També va analitzar els efectes inhibidors vesicals i dorigen sexual relacionats amb la secreció interna testicular. Se li deuen importants contribucions al tractament de la sífilis pel paludisme. Va ser metge per oposició de Sanitat, i va obtenir el premi Gari el 1908 pels seus descobriments urològics.
Era corresponsal de la Reial Academia de Medicina de Barcelona y membre de l'Associació Internacional d'Urologia. Fundà i dirigí la revista Hojas Urologicas i col·laborà en els Annales de maladies des organes genito-urinaires, de París; la Semana Médica, de Buenos Aires; el Journal d'Urologie, de París, i Folie Urologica, de Leipzig.
Va ser professor de la Acadèmia i Laboratori de Ciències Mèdiques de Catalunya i va desenvolupar ponències en el Primer Congrés Espanyol d'Urologia i en el de Metges en llengua catalana. A més de diversos articles publicats en les citades revistes i en la Gaceta Médica Catalana, la Revista de Medicina y Cirugía, Anales de Medicina, se li deuen les obres següents:
- Higiene y peligros de la generación;
- La prostatectomía en la hipertrofia de la próstata (accèssit al premi Gari, de la Reial Acadèmia de Medicina, 1904);
- Interpretación de los análisis de orina, diuresis y micción, (1916);
- Valor semiológico del examen de la urea en la sangre (premi de l'Associació Espanyola d'Urologia en la seva primera reunió, Madrid, 1911);
- Últimos resultados del 606; El microbio de la sífilis y la sífilis experimental; Nuevas orientaciones de la prostatectomia; Nuevos datos sobre la fisiologia de la próstata y de los testiculos (premiada per la Reial Acadèmia de Medicina de Barcelona amb el premi Gari 1908);
- Las retenciones de orina en el hombre: su patogenia y tratamiento; El mutualismo en las glandulas sexuales (en col·laboració amb el doctor M. Parés);
- La vacunoterapia en la clínica (1926);
- Para conocer, curar y evitar la sífilis; La próstata como intermediaria entre el organismo y el aparato sexual; Sur l'extirpation de la prostate (comunicació al Primer Congrés Internacional d'Urologia, París, 1908), i Resultado del coeficiente de Ambard (comunicació al Segon Congrés d'Urologia, Madrid, 1912).